# 오셀타미비르

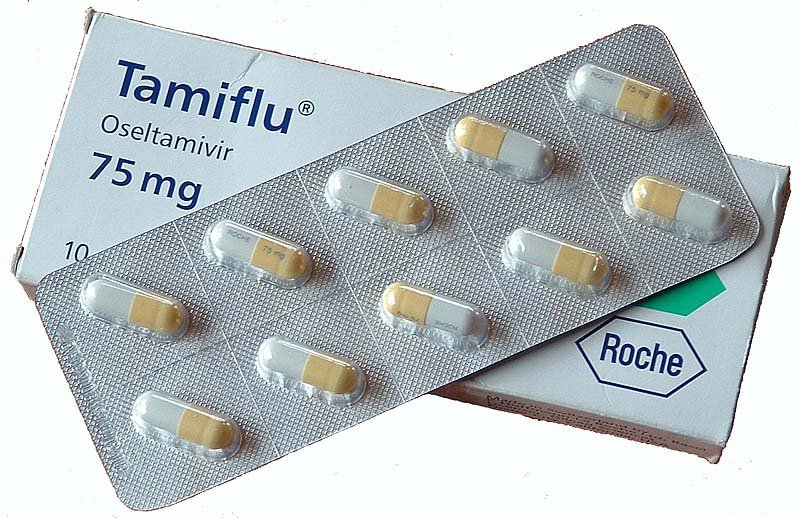
타미플루

오셀타미비르(Oseltamivir, 국제일반명) 또는 상품명인 타미플루(Tamiflu)는 뉴라미니데이스 저해제로 미국의 길리어드 사이언시스(Gilead Sciences)사에서 1996년 재미 한국인 화학자인 김정은의 주도 아래 개발되고, 스위스의 호프만 라 로슈(Hoffmann–La Roche)사가 세계적으로 판매하고 있는 인플루엔자 바이러스에 대한 항바이러스제이다.
21세기 초에 대유행한 세계 전염병인 신종 플루 인플루엔자 A형 H1N1에 대응하기 위해 수요가 급증했었다.
식품의약품안전청이 2000년~2006년 타미플루 사용자 3천명을 대상으로 부작용을 조사한 결과, 2005년 12월께 정신신경계통에 이상(부작용)이 생긴 경우가 1건 보고된 적이 있는 것으로 밝혀졌다.
세계보건기구, WHO는 신종플루를 예방하기 위해 타미플루를 사용할 경우 내성을 유발할 수 있다며 예방용으로는 사용해서는 안된다고 경고했다. 세계보건기구는 이에 따라 타미플루에 내성을 보이는 환자는 대체 항바이러스제인 '리렌자'를 사용해야 한다고 덧붙였다.

## 위험성
사람마다 다르지만 부작용이 있는 경우에
구토와 같은 증세들을 보이며, 정신이 혼미해져서 판단력이 흐려지거나 머리를 흔들거나 비정상적인 대화 또는 행동이 있다. 심할 경우에는 의도치 않은 자살 위험성이 있다. 그러므로 타미플루 복용자 곁에는 보호자가 최소 1명 이상은 있어야한다. 혹시모를 상황이 있으니 복용자에게서 눈을 떼면 안된다.

## 같이 보기
- H1N1 - 신종플루 백신과 치료제